# Le Plantay
Le Plantay is een gemeente in het Franse departement Ain (regio Auvergne-Rhône-Alpes) en telt 417 inwoners (1999). De oppervlakte bedraagt 20,2 km², de bevolkingsdichtheid is 20,6 inwoners per km².
In de gemeente Le Plantay bevindt zich de abdij Notre-Dame-des-Dombes, een voormalige trappistenabdij, die nu in gebruik is door de oecumenische communauté du Chemin Neuf.

## Geografie
De onderstaande kaart toont de ligging van Le Plantay met de belangrijkste infrastructuur en aangrenzende gemeenten.

## Demografie
Onderstaande figuur toont het verloop van het inwoneraantal van Le Plantay vanaf 1962. De cijfers zijn afkomstig van het Frans bureau voor statistiek en bevatten geen dubbel getelde personen (volgens de gehanteerde definitie population sans doubles comptes).
Vanwege een beveiligingsprobleem met de MediaWiki Graph-software is het momenteel niet mogelijk deze grafiek weer te geven. Zodra de software is bijgewerkt zal de grafiek vanzelf weer zichtbaar worden.
1. ↑  Populations de référence 2022.